# 1904
1904 (MCMIV) byl rok, který dle gregoriánského kalendáře započal pátkem.

## Události
Česko
- 9. ledna – Byl zahájen parní provoz na dráze Hrušov – Polská Ostrava.
- 11. prosince – v Praze byl otevřen vyšehradský tunel

Předlitavsko
- 31. prosince – předsedou vlády (podruhé) Paul Gautsch (do 1906)

Svět
- 5. ledna – Japonsko přerušuje diplomatické styky s Ruskem a stahuje své diplomaty ze země
- 10. ledna – vyhlašuje Japonsko Rusku válku po předchozím útoku japonských torpédových člunů na ruskou eskadru v přístavu Port Arthur
- 8. dubna – Anglie a Francie uzavřely tzv. srdečnou dohodu o rozdělení sféry vlivu na kolonie.
- 10. května – obklíčila japonská armáda přístav Port Arthur a zahájila jeho obléhání, přitom padlo 192 000 Japonců a 27 000 ruských vojáků
- 14. června – zahájen provoz Pacifické železnice, spojující kanadský Montreal s pobřežím Tichého oceánu
- 3. srpna – obsazuje britská vojenská expedice tibetskou Lhasu, kterou předtím opustil dalajláma, smlouva o podřízení Tibetu britské nadvládě byla podepsána 7. září
- 10. srpna – porážejí Japonci definitivně ruské loďstvo u Port Arthuru
- 25. září – byla zprovozněna celá trať Transsibiřské magistrály, spojující Moskvu a Vladivostok
- 5. prosince – dobyla japonská vojska významnou strategickou vyvýšeninu nad přístavem Port Arthur, což vedlo k brzkému zničení celého obleženého přístavu

## Vědy a umění
- 21. ledna – se v Brně konala premiéra opery Leoše Janáčka Její pastorkyňa
- 16. června – Bloomsday. Den, během kterého se odehrává Joyceův román Odysseus
- 26. listopadu – zahájena souborná výstava díla Antonína Slavíčka v pražském Mánesu
- automobilka Renault zavádí do výroby hydraulické tlumiče kol
- byl vynalezen ofsetový tisk (William Rubel)
- František Adamec představil „Adamcovu míru“ (úlový rámek o rozměrech 39x24cm)
- v italském Larderellu začíná pracovat elektrárna využívající geotermální energie
- J. A. Fleming sestrojil dvouelektrodovou elektronku – diodu.

## Sport
- červenec – druhý ročník cyklistického závodu Tour de France, řada skandálů a nesportovního chování účastníků
- 29. srpna – začaly 3. novodobé olympijské hry v americkém Saint Louis, hry se konaly jako součást světové výstavy a oslav na počest 100. výročí připojení St. Louis k USA (skončily 3. září)
- 25. října – byl založen Sportovní klub Moravská Slavia Brno

## Nobelova cena
- Nobelova cena za fyziku – John William Strutt, 3. baron Rayleigh
- Nobelova cena za fyziologii a lékařství – Ivan Petrovič Pavlov – podmíněné a nepodmíněné reflexy v jednání
- Nobelova cena za chemii – William Ramsay
- Nobelova cena za literaturu – Frédéric Mistral a José Echegaray y Eizaguirre
- Nobelova cena za mír – Mezinárodní ústav pro lidská práva

## Narození

### Česko
- 01. ledna – Jan Schneeweis, klavírista, hudební skladatel, sbormistr († 24. prosince 1995)
- 02. ledna – Dobroslava Menclová, historička umění, architektka a archeoložka († 19. listopadu 1978)

- 06. ledna

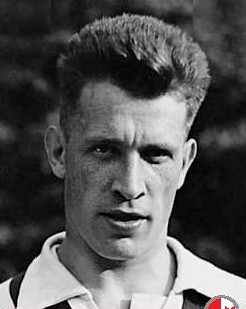
František Plánička (* 2. června)

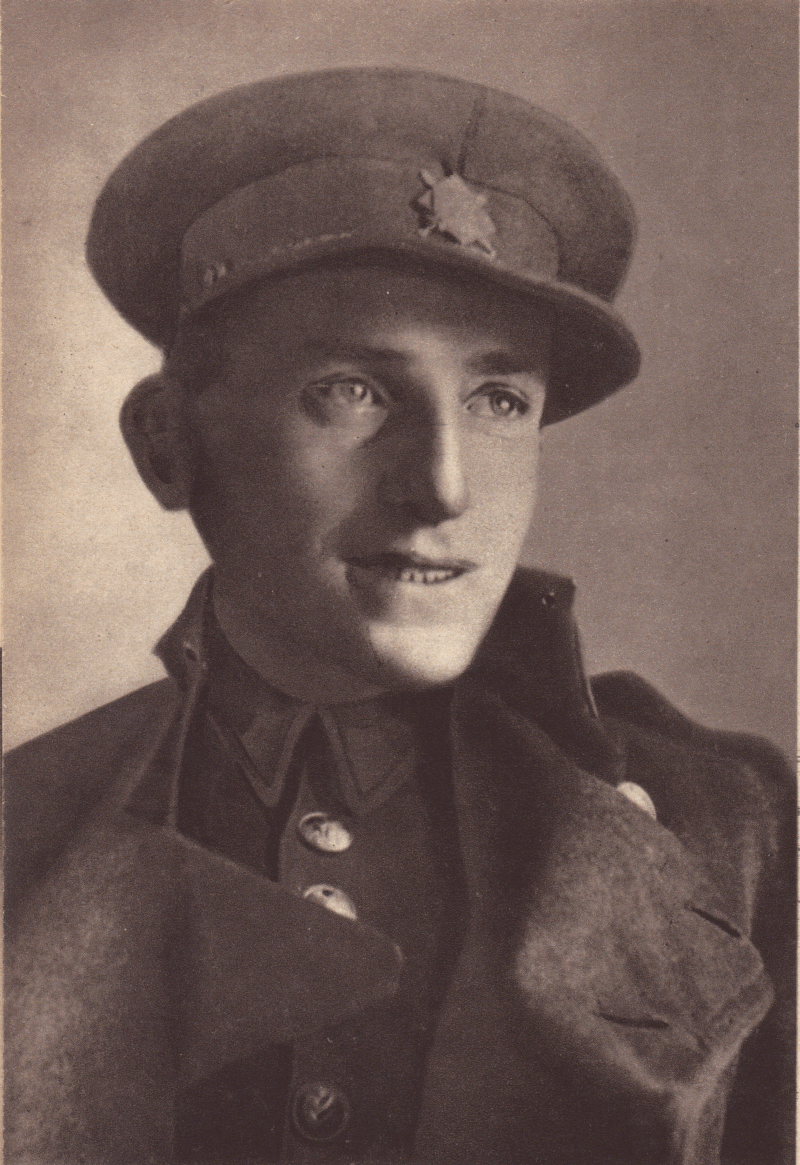
Václav Morávek (* 8. srpna)

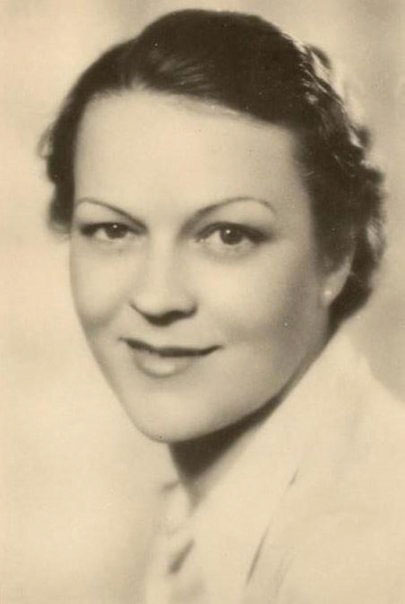
Anna Letenská (* 29. srpna)

  - Miloš Václav Kratochvíl, spisovatel († 9. července 1988)
  - František Zyka, mistr houslař († duben 1971)
- 07. ledna – Josef Dyr, chemik, rektor VŠCHT († 20. ledna 1979)
- 09. ledna – Albert Kutal, historik umění († 27. prosince 1976)
- 12. ledna – Rudolf Maria Mandé, dirigent a hudební skladatel († 12. srpna 1964)
- 13. ledna – Karel Bidlo, fagotista († 13. července 1992)
- 15. ledna – Ludvík Frejka, československý politik a publicista († 3. prosince 1952)
- 17. ledna – Hanuš Thein, operní pěvec a režisér († 30. prosince 1974)
- 18. ledna – Antonín Kleveta, kněz, teolog a politický vězeň († 16. května 1969)
- 21. ledna – Karel Lenhart, sochař a restaurátor († 29. května 1978)
- 22. ledna
  - Jenda Korda, trampský zpěvák a skladatel († 30. července 1986)
  - Václav Majer, československý ministr, předseda exilové ČSSD († 26. ledna 1972)
- 23. ledna – Theodor Schaefer, hudební skladatel a pedagog († 19. března 1969)
- 29. ledna – Jan Koželuh, tenista a tenisový trenér († 4. června 1979)
- 05. února – Antonín Křišťál, český fotbalový reprezentant († 1976)
- 07. února – Irena Bernášková, novinářka a odbojářka († 26. srpna 1942)
- 15. února – Jan Malík, loutkoherec a pedagog († 24. července 1980)
- 20. února – František Filip, „Bezruký Frantík“, tělesně postižený spisovatel († 19. února 1957)
- 29. února – Jiřina Popelová, filozofka a komenioložka († 14. června 1985)
- 01. března – Mirko Očadlík, hudební vědec († 26. června 1964)
- 02. března – Vladimír Borský, herec, režisér a scenárista († 24. října 1962)
- 06. března
  - Vítězslav Lederer, uprchlík z koncentračního tábora Auschwitz-Birkenau († 5. dubna 1972)
  - Bedřich Pokorný, důstojník československé tajné služby († 25. března 1968)
- 07. března
  - Jarmila Horáková, herečka († 20. ledna 1928)
  - Josef Skutil, archeolog a historik († 18. září 1965)
  - Ladislav Ženíšek, fotbalový reprezentant († 14. května 1985)
- 09. března – Július Ďuriš, československý komunistický politik († 18. února 1986)
- 12. března – Josef Plíhal, matematik, politik a podnikatel († 9. října 1973)
- 18. března – Edvard Cenek, spisovatel a fotograf († 26. července 1971)
- 21. března – Hana Kučerová-Záveská, architektka († 7. listopadu 1944)
- 22. března – Stan Bubenič, esperantista, právník a spisovatel († 23. prosince 1979)
- 27. března – Adolf Kellner, dialektolog, bohemista a romanista († 31. května 1953)
- 30. března – Josef Heyduk, spisovatel a překladatel († 29. ledna 1994)
- 02. dubna – František Hochmann, československý fotbalový reprezentant († 4. března 1986)
- 06. dubna – Jiří Frejka, režisér a divadelní teoretik († 27. října 1952)
- 13. dubna – Jaroslav Cuhra, architekt, křesťanský politik, odbojář a politický vězeň († 10. července 1974)
- 16. dubna – Rudolf Janíček, indolog, spisovatel a překladatel († 6. října 1988)
- 27. dubna – Miloslav Disman, divadelní a rozhlasový režisér († 29. dubna 1981)
- 01. května – Josef Rybák, spisovatel († 15. prosince 1992)
- 02. května
  - Václav Holzknecht, klavírista, hudební vědec, pedagog, spisovatel († 13. srpna 1988)
  - František Lýsek, sbormistr a hudební pedagog († 16. ledna 1977)
- 08. května – Leopold Pokorný, interbrigadista († 4. dubna 1937)
- 09. května – Hana Volavková, historička umění, první ředitelka Židovského muzea v Praze († 29. března 1985)
- 10. května – Jan Merell, římskokatolický teolog, biblista († 22. září 1986)
- 15. května – Pavel Bareš, architekt († 13. srpna 1984)
- 16. května – Vilém Nový, československý politik († 1. března 1987)
- 22. května – Josef Träger, divadelní kritik, teoretik a scenárista († 10. června 1971)
- 25. května – Jan Sokol, architekt († 27. září 1987)
- 01. června – Jaroslav Černý, malíř († 1984)
- 02. června
  - František Pilař, spisovatel († 14. ledna 1980)
  - František Plánička, reprezentační fotbalový brankář († 20. července 1996)
- 03. června – Otakar Kodeš, učitel a vlastenec († 22. září 1938)
- 5. června – Ladislav Brožek, tramp († 11. ledna 1943)
- 11. června – Emil František Burian, básník, zpěvák, herec, hudební skladatel, dramatik a režisér († 9. srpna 1959)
- 16. června – Ladislav Hemmer, herec († 9. dubna 1949)
- 19. června – Aloys Skoumal, literární kritik a překladatel († 4. července 1988)
- 24. června
  - Jan Gillar, funkcionalistický architekt († 7. května 1967)
  - Jan Knob, spisovatel († 29. dubna 1977)
- 26. června – Arnošt Košťál, pardubický hoteliér a odbojář († 2. července 1942)
- 02. července – František Černý, herec, filmový zvukař a architekt († 18. ledna 1963)
- 08. července – František Zelenka, architekt grafik, jevištní a kostýmní výtvarník († 19. října 1944)
- 10. července – Iša Krejčí, hudební skladatel († 6. března 1968)
- 18. července – Václav Marel, hudební skladatel († 9. prosince 1964)
- 29. července – Ivan Pietor, československý právník, politik, ministr († 6. června 1977)
- 01. srpna – Františka Pecháčková, spisovatelka († 19. ledna 1991)
- 08. srpna
  - Josef Hotový, kapelník, skladatel taneční hudby a varhaník († 2. dubna 1975)
  - Václav Morávek, člen odbojové trojice přezdívané Tři králové († 21. března 1942)
  - Vladimír Müller, publicista a spisovatel († 2. října 1977)
- 13. srpna – Josef Brož, malíř a grafik († 12. října 1980)
- 19. srpna – František Omelka, pedagog, spisovatel, esperantista († 23. července 1960)
- 20. srpna – Karel Krejčí, literární historik († 26. června 1979)
- 29. srpna – Anna Letenská, divadelní a filmová herečka († 24. října 1942)
- 4. září – Hermann Födisch, archeolog († 29. března 1980)
- 10. září – Václav Markup, akademický sochař († 18. července 1995)
- 14. září
  - František Illek, fotograf († 17. června 1969)
  - Karel Šrom, hudební skladatel a publicista († 21. října 1981)
- 16. září – František Rachlík, spisovatel († 13. února 1980)
- 18. září – Emanuela Tilschová, překladatelka († 1974)
- 22. září
  - Jaroslav Charvát, historik a archivář († 5. září 1988)
  - František Patočka, lékař a imunolog († 14. března 1985)
- 05. října – Libuše Jansová, archeoložka († 1. ledna 1996)
- 15. října – Václav Kejř, nejvyšší představitel Českobratrské církve evangelické († 19. ledna 1989)
- 16. října – Viktor Boháč, odbojář a národněsocialistický politik († 12. července 1984)
- 18. října – Erik Adolf Saudek, překladatel († 16. července 1963)
- 24. října – Jelizaveta Nikolská, ruská tanečnice, působící v Národním divadle († 1955)
- 31. října
  - Rudolf Burkert, československý sportovec německé národnosti († 1985)
  - Vlasta Jelínková, herečka († 26. října 1988)
  - Karel Balíček, malíř († 25. března 1985)
- 02. listopadu – Karel Tichý, československý voják a velitel výsadku Destroyer († 3. září 1988)
- 17. listopadu – Ema Řezáčová, spisovatelka († 29. června 1997)
- 24. listopadu – Jiří Sever, fotograf a chemik († 10. května 1968)
- 02. prosince – Karel Vodrážka, klavírista a hudební skladatel († 1985)
- 05. prosince
  - Josef Trnka, rektor Českého vysokého učení technického, profesor geodézie († 18. listopadu 1962)
  - Antonín Wagner, sochař, architekt a restaurátor († 11. ledna 1978)
- 06. prosince
  - Mikuláš Ferjenčík, československý politik, ministr, exulant († 4. března 1988)
  - Metoděj Florian, grafik, řezbář a hudebník († 3. prosince 1987)
- 09. prosince – Jára Kohout, filmový herec a zpěvák († 23. října 1994)
- 10. prosince – Antonín Novotný, šestý prezident od vzniku Československa († 28. ledna 1975)
- 20. prosince – František Tröster, jevištní výtvarník († 14. prosince 1968)
- 21. prosince – Bohumil Zlámal, kněz, historik a profesor církevních dějin († 28. června 1984)
- 22. prosince – Jaroslav Lonek, letecký konstruktér († 26. ledna 1945)
- ? – Bohumil Burian, kněz, oběť komunistického režimu († 1958)
- ? – Ludmila Pokorná, tanečnice, klavíristka a malířka († 1979)
- ? – Jiří Pujman, voják, odbojář, manžel Marie Pujmanové († 1964)

### Svět
- 08. ledna – Karl Brandt, osobní lékař Adolfa Hitlera († červenec 1948)
- 12. ledna – Georgi Karaslavov, bulharský spisovatel († 26. ledna 1980)

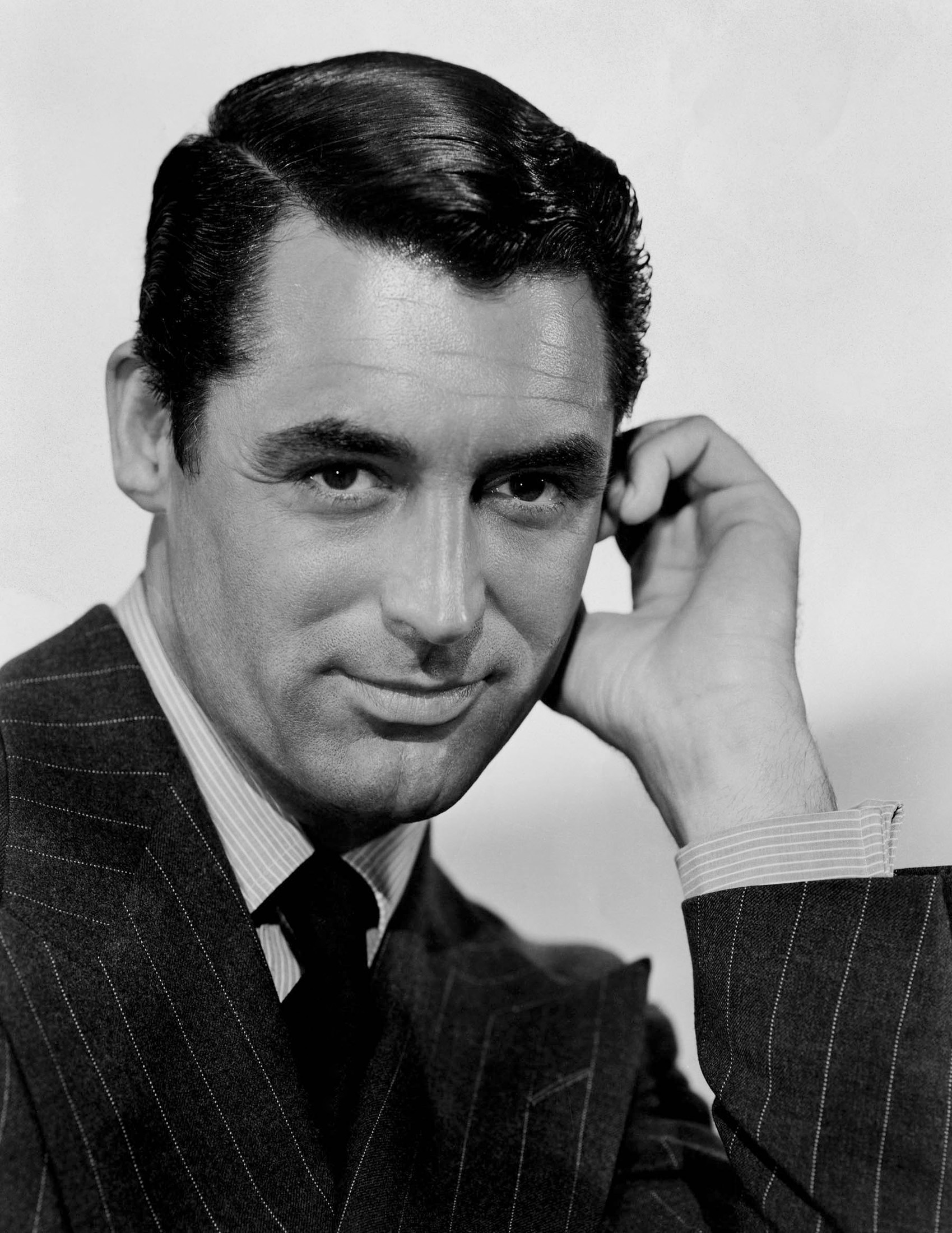
Cary Grant (* 18. ledna)

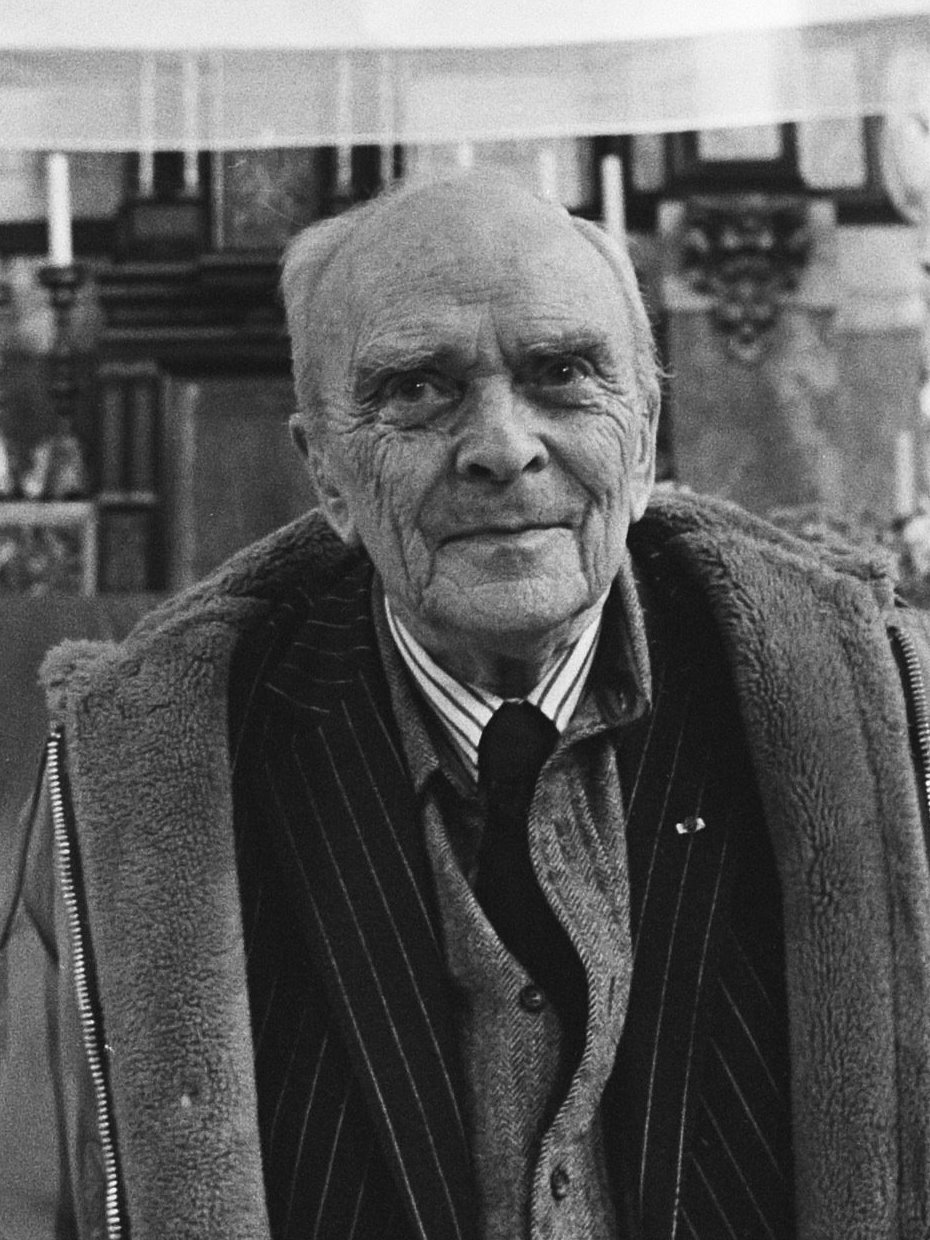
Seán MacBride (* 26. ledna)

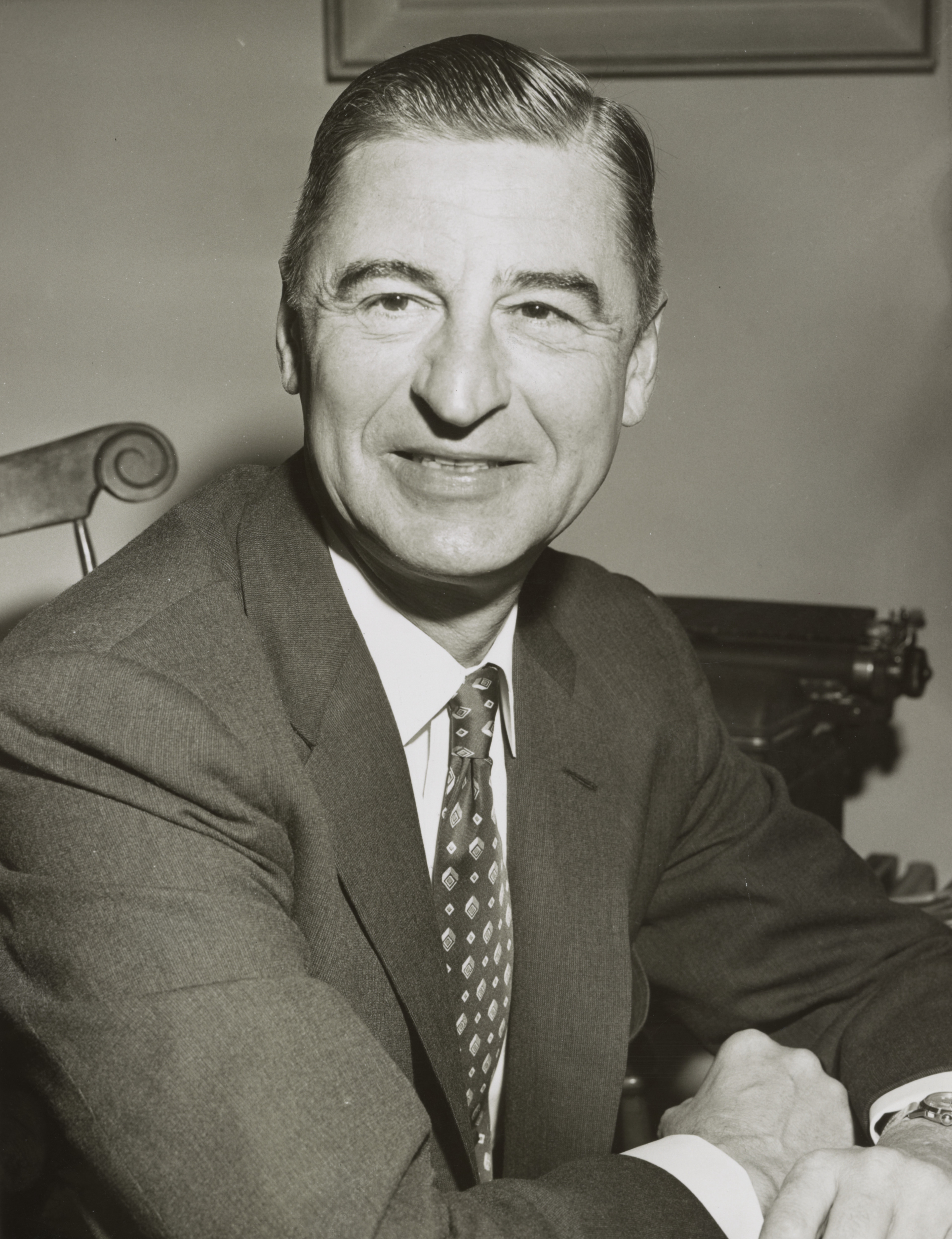
Dr. Seuss (* 2. března)

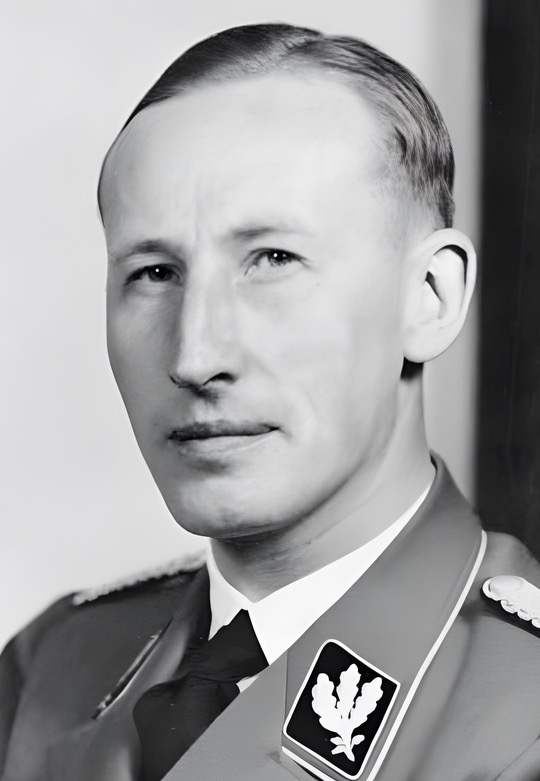
Reinhard Heydrich (* 7. března)

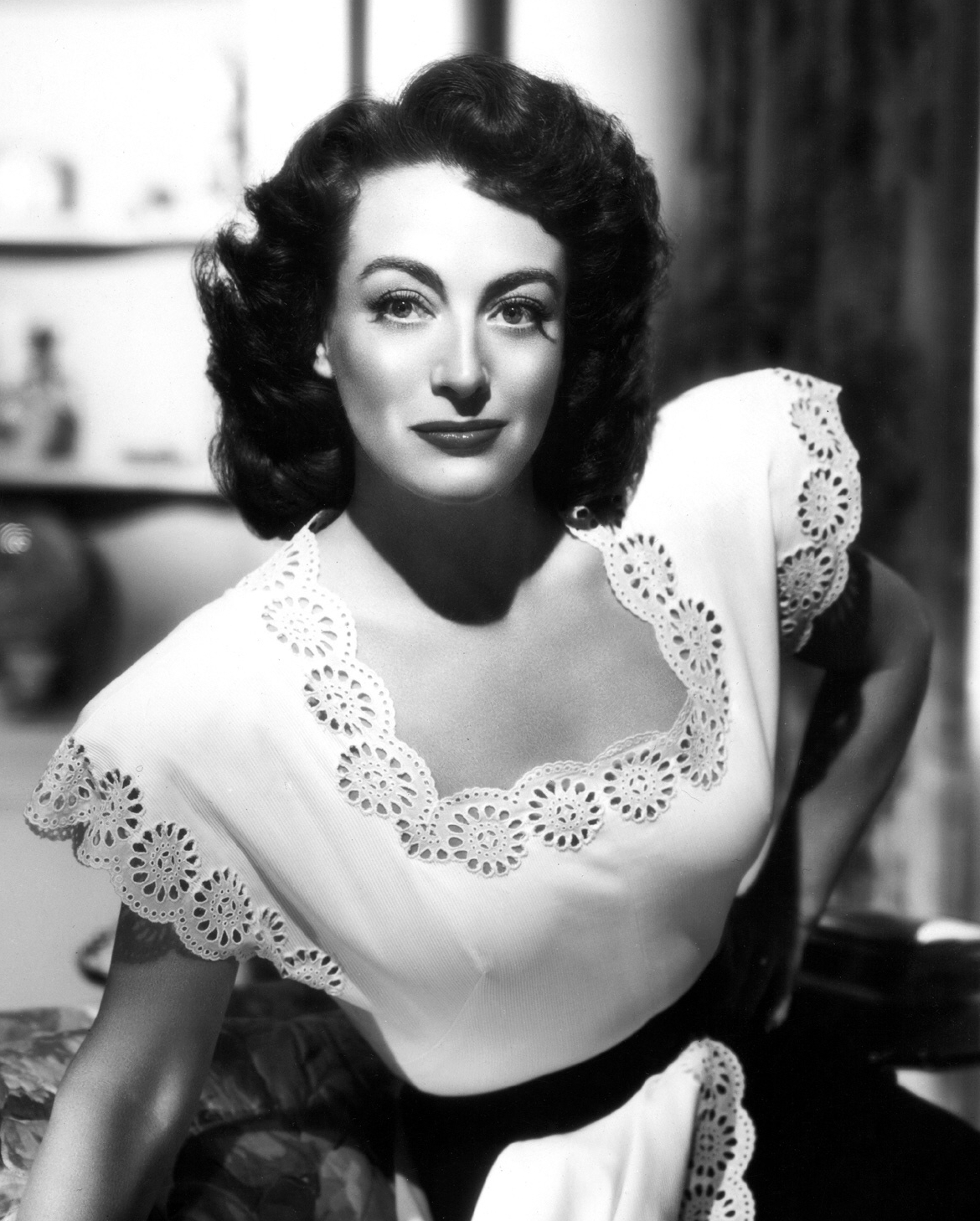
Joan Crawfordová (* 23. března)

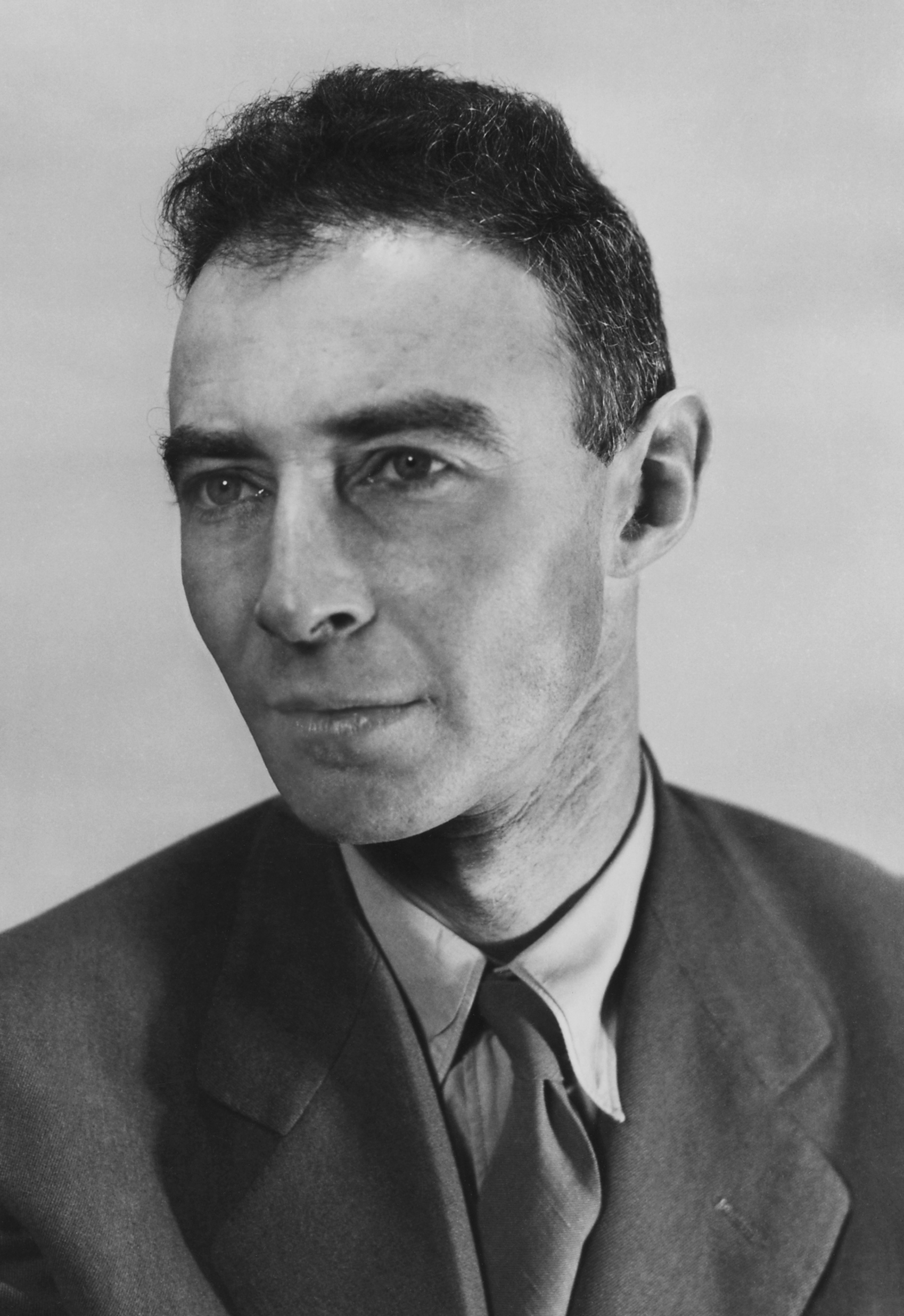
Robert Oppenheimer (* 22. dubna)

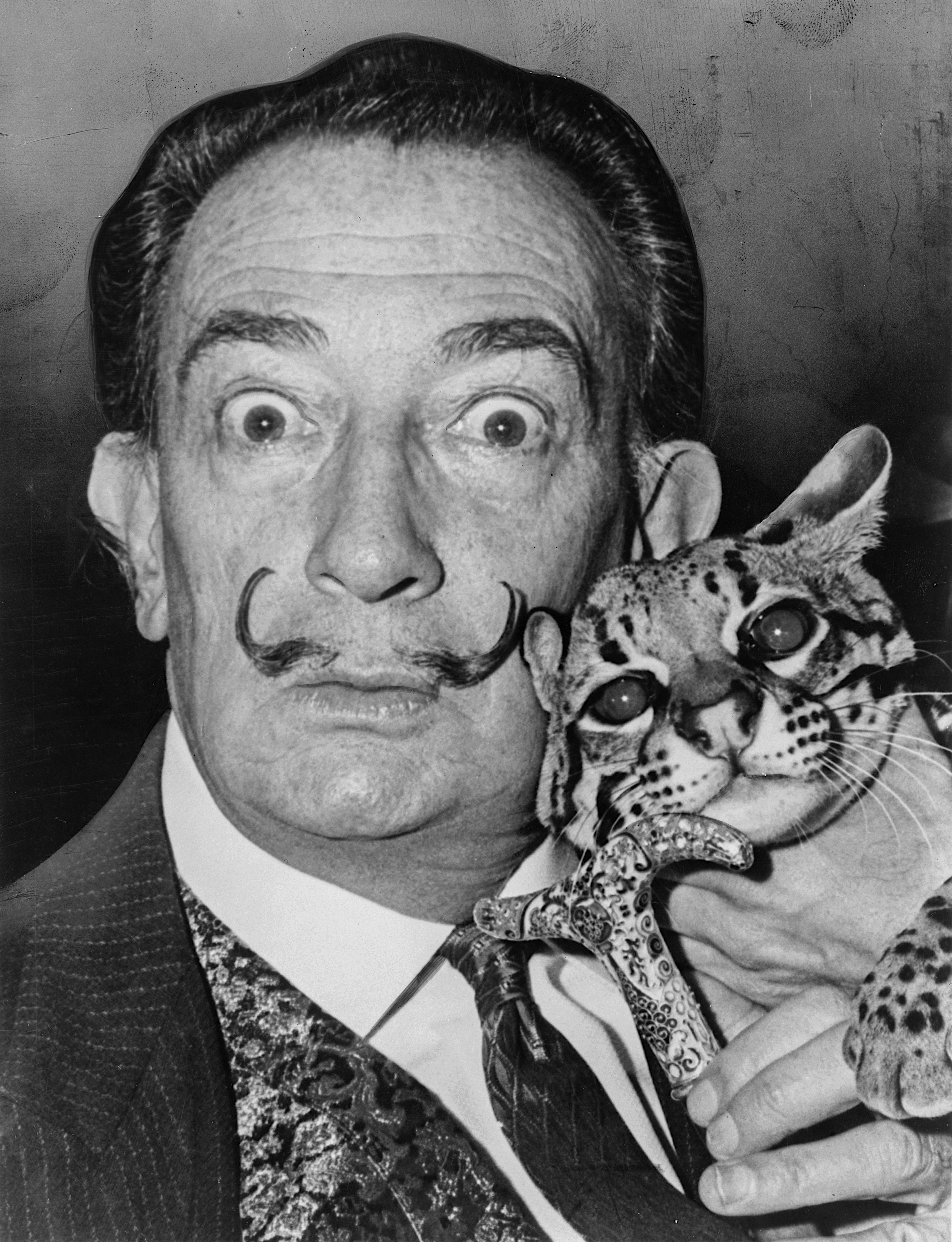
Salvador Dalí (* 11. května)

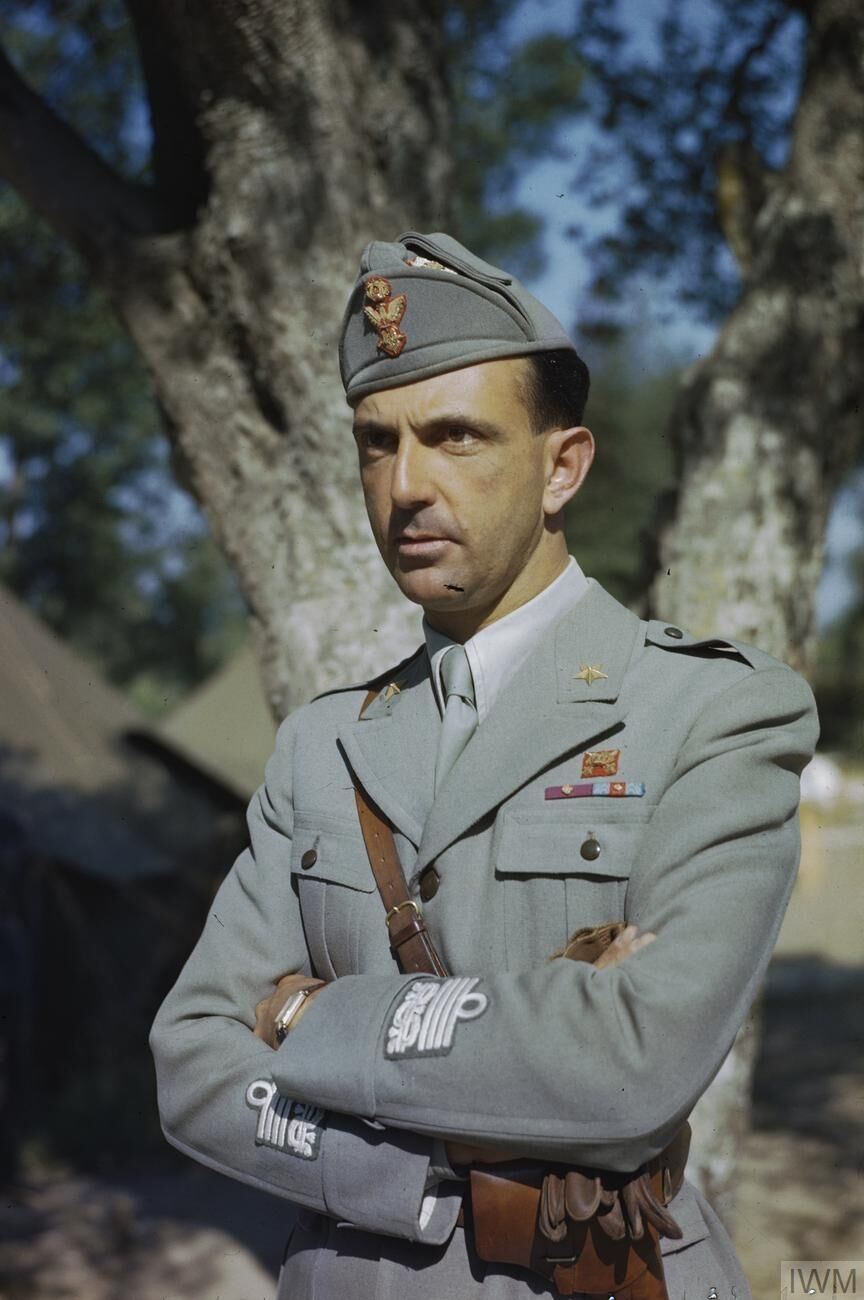
Umberto II. (* 15. září)

- 14. ledna – Cecil Beaton, anglický fotograf, scénograf a kostýmní výtvarník († 18. ledna 1980)
- 18. ledna – Cary Grant, americký herec († 29. listopadu 1986)
- 19. ledna – Pchej Wen-čung, čínský paleontolog, archeolog a antropolog († 18. září 1982)
- 21. ledna – John Porter, kanadský hokejista, zlato na OH 1928 († 1990)
- 22. ledna
  - George Balanchine, gruzínský choreograf († 30. dubna 1983)
  - Arkadij Gajdar, sovětský spisovatel († 26. října 1941)
- 26. ledna – Seán MacBride, irský ministr, Nobelova cena za mír 1974 († 15. ledna 1988)
- 29. ledna – Arnold Gehlen, německý sociolog a filosof († 30. ledna 1976)
- 02. února – Valerij Čkalov, sovětský zkušební pilot († 15. prosince 1938)
- 03. února – Luigi Dallapiccola, italský hudební skladatel († 19. února 1975)
- 08. února – Alexandr Sergejevič Golovin, ruský sochař († 1968)
- 10. února – Emil Bodnăraş, rumunský komunistický politik († 24. ledna 1976)
- 12. února – Étienne Wolff, francouzský biolog († 18. listopadu 1996)
- 14. února – Hertta Kuusinenová, finská komunistická politička († 18. března 1974)
- 16. února
  - Josef Bühler, německý válečný zločinec († 22. srpna 1948)
  - George Frost Kennan, americký diplomat, historik, politický poradce († 17. března 2005)
- 17. února – Hans Morgenthau, americký politolog († 19. července 1980)
- 21. února – Alexej Kosygin, předseda Rady ministrů Sovětského svazu († 18. prosince 1980)
- 22. února – Franz Kutschera, rakouský válečný zločinec, Varšavský kat († 1. února 1944)
- 26. února – Konštantín Čulen, slovenský politik, novinář a historik († 7. dubna 1964)
- 29. února – Jimmy Dorsey, americký klarinetista, saxofonista a skladatel († 12. června 1957)
- 01. března – Glenn Miller, americký jazzový hudebník († 15. prosince 1944)
- 02. března
  - Irena Blühová, slovenská fotografka († 30. listopadu 1991)
  - Dr. Seuss, americký spisovatel († 24. září 1991)
- 04. března – George Gamow, americký fyzik původem z Ukrajiny († 20. srpna 1968)
- 05. března
  - Józef Zapłata, polský katolický duchovní, blahoslavený († 19. února 1945)
  - Karl Rahner, německý teolog († 30. března 1984)
- 06. března – Anatole Saderman, argentinský fotograf († 31. října 1993)
- 07. března
  - Reinhard Heydrich, zastupující říšský protektor Čech a Moravy († 4. června 1942)
  - Ivar Ballangrud, norský rychlobruslař, olympijský vítěz († 1. června 1969)
- 14. března – Karl Nüchterlein, německý konstruktér prvních jednookých zrcadlovek († duben 1945)
- 18. března
  - Edward Conze, britsko-německý spisovatel a překladatel buddhistických textů († 24. září 1979)
  - Srečko Kosovel, slovinský básník († 27. května 1926)
- 19. března – Veselin Misita, důstojník jugoslávské armády († 31. srpna 1941)
- 20. března
  - Hans Neuburg, švýcarský grafik českého původu († 24. června 1983)
  - Burrhus Frederic Skinner, americký psycholog († 18. srpna 1990)
- 23. března
  - Joan Crawfordová, americká filmová, divadelní a televizní herečka († 10. května 1977)
  - H. Beam Piper, americký spisovatel science fiction († listopad 1964)
- 26. března
  - Joseph Campbell, americký komparativní religionista († 30. října 1987)
  - Attilio Ferraris, italský fotbalista († 8. května 1947)
  - Hugon Hanke, ministerský předseda polské exilové vlády († 19. prosince 1964)
  - Xenofón Zolotas, premiér Řecka († 10. června 2004)
- 03. dubna – Bill Brandt, britský novinářský fotograf († 20. prosince 1983)
- 04. dubna
  - Gustáv Plavec, slovenský evangelický farář a spisovatel († 5. listopadu 1971)
  - Alexandr Nikolajevič Afinogenov, ruský sovětský novinář, spisovatel a dramatik († 29. října 1941)
- 06. dubna – Kurt Georg Kiesinger, spolkový kancléř Německé spolkové republiky († 9. března 1988)
- 08. dubna
  - Yves Congar, francouzský teolog a kardinál († 22. června 1995)
  - John Hicks, britský ekonom († 20. května 1989)
- 15. dubna – Arshile Gorky, americký malíř († 21. července 1948)
- 20. dubna – Ibrahim Moustafa, egyptský zápasník, zlato na OH 1928 († 11. října 1968)
- 21. dubna
  - Odilo Globocnik, rakouský válečný zločinec († 31. května 1945)
  - Ze'ev Šerf, ministr financí Izraele († 18. dubna 1984)
- 22. dubna – Robert Oppenheimer, americký teoretický fyzik († 18. února 1967)
- 24. dubna – Willem de Kooning, americký malíř a sochař († 19. března 1997)
- 04. května
  - Umm Kulthum, egyptská zpěvačka († 3. února 1975)
  - Josef Pieper, německý filozof († 6. listopadu 1997)
- 05. května – Alston Scott Householder, americký matematik a biolog († 4. července 1993)
- 06. května
  - Georgij Michajlovič Brjancev, ruský sovětský spisovatel a scenárista († 26. prosince 1960)
  - Harry Martinson, švédský spisovatel, Nobelova cena za literaturu 1974 († 11. února 1978)
- 09. května
  - Grete Stern, německá fotografka a designérka († 24. prosince 1999)
  - Gregory Bateson, britský a americký biolog a antropolog († 4. července 1980)
  - Ťiang Čao-che, čínský malíř († 15. dubna 1986)
- 11. května – Salvador Dalí, katalánský malíř († 23. ledna 1989)
- 16. května
  - Jean Gabin, francouzský herec († 15. listopadu 1976)
  - François Marty, arcibiskup remešský, pařížský a kardinál († 16. února 1994)
  - Hugh Plaxton, kanadský hokejista, zlato na OH 1928 († 1. prosince 1982)
- 18. května – Šunrjú Suzuki, japonský zenbuddhista († 4. prosince 1971)
- 20. května – Margery Allinghamová, anglická detektivní spisovatelka († 30. června 1966)
- 24. května
  - Alžběta Řecká a Dánská, prostřední dcera prince Mikuláše Řeckého a velkokněžny Eleny Vladimírovny Ruské († 11. ledna 1955)
  - Čúhei Nambu, japonský atlet, zlato na OH 1928 († 23. července 1997)
- 27. května – Ernst Hohenberg, druhorozený syn Františka Ferdinanda d’Este († 5. března 1954)
- 28. května – Anton Prídavok, slovenský básník († 12. května 1945)
- 02. června
  - Roger Plaxton, kanadský hokejista, zlato na OH 1928 († 20. prosince 1963)
  - Johnny Weissmüller, americký plavec a filmový herec († 20. ledna 1984)
- 04. června – Georges Canguilhem, francouzský lékař, filosof a historik vědy († 11. září 1995)
- 08. června
  - Henri Cartan, francouzský matematik († 13. srpna 2008)
  - Martin Hollý, slovenský herec a divadelní režisér († 1. října 1965)
  - Angus McBean, velšský fotograf († 9. června 1990)
- 11. června – Pinetop Smith, americký jazzový klavírista († 15. března 1929)
- 14. června – Margaret Bourke-Whiteová, americká fotografka († 27. srpna 1971)
- 17. června – Ralph Bellamy, americký filmový a televizní herec († 29. listopadu 1991)
- 18. června – Ivan Těrenťjevič Peresypkin, sovětský vojevůdce († 12. října 1978)
- 20. června
  - Antônio de Castro Mayer, brazilský katolický duchovní a teolog († 25. dubna 1991)
  - Marko Ristić, srbský spisovatel († 20. července 1984)
- 26. června – Peter Lorre, americký herec a režisér († 23. března 1964)
- 29. června – Allie Morrison, americký zápasník, zlato na OH 1928 († 18. dubna 1966)
- 02. července – René Lacoste, francouzský tenista, sportovní funkcionář a obchodník († 12. října 1996)
- 04. července – George Snowden, americký černošský tanečník († květen 1982)
- 05. července – Ernst Mayr, německý evoluční biolog († 3. února 2005)
- 12. července
  - Pinchas Lavon, izraelský politik († 24. ledna 1976)
  - Pablo Neruda, chilský básník, diplomat a politik, Nobelova cena za literaturu 1971 († 23. září 1973)
- 14. července – Muhamad Najib ar-Rubají, irácký politik a první prezident Iráku († 6. prosince 1965)
- 16. července – Léon-Joseph Suenens, arcibiskup mechelensko-bruselský a metropolita belgický († 6. května 1996)
- 22. července – Donald Hebb, kanadský psycholog († 20. srpna 1985)
- 23. července – Samuel Adamčík, slovenský divadelní a filmový herec († 10. července 1984)
- 24. července – Nikolaj Gerasimovič Kuzněcov, admirál loďstva Sovětského svazu († 6. prosince 1974)
- 25. července – Ernest Hilgard, americký psycholog († 22. října 2001)
- 26. července – Ivan Horváth, slovenský spisovatel a politik († 5. září 1960)
- 27. července – Ljudmila Ruděnková, mistryně světa v šachu († 4. března 1986)
- 28. července
  - Elyesa Bazna, německý špion, krycí jméno Cicero († 23. prosince 1970)
  - Pavel Alexejevič Čerenkov, sovětský fyzik, Nobelova cena 1958 († 6. ledna 1990)
  - Selwyn Lloyd, britský konzervativní politik († 18. května 1978)
- 29. července – Mahási Sayadaw, buddhistický meditační mistr školy théraváda († 14. srpna 1982)
- 02. srpna – Werner Seelenbinder, německý zápasník a účastník protinacistického odboje († 24. října 1944)
- 03. srpna – Clifford D. Simak, americký spisovatel science fiction († 25. dubna 1988)
- 04. srpna – Witold Gombrowicz, polský spisovatel († 24. července 1969)
- 12. srpna – Alexej Nikolajevič, nejmladší syn cara Mikuláše II. († 17. července 1918)
- 16. srpna – Wendell Meredith Stanley, americký biochemik a virolog, Nobelova cena 1946 († 15. června 1971)
- 19. srpna – Maurice Wilks, britský automobilový a letecký inženýr († 8. září 1963)
- 21. srpna – Count Basie, jazzový hudebník, kapelník a skladatel († 26. dubna 1984)
- 22. srpna – Teng Siao-pching, čínský komunistický politik a reformátor († 19. února 1997)
- 24. srpna – Milo Urban, slovenský spisovatel († 10. března 1982)
- 25. srpna – Wilhelm Abel, německý historik († 27. dubna 1985)
- 26. srpna – Christopher Isherwood, britský spisovatel († 4. ledna 1986)
- 28. srpna – Secondo Campini, italský letecký konstruktér († 7. února 1980)
- 03. září – Marcel Bovis, francouzský fotograf († 15. září 1997)
- 04. září
  - Sabin Carr, americký olympijský vítěz ve skoku o tyči 1928 († 12. září 1983)
  - Oskár Jeleň, slovenský politik, pověřenec vnitra Slovenska († 3. července 1986)
- 08. září
  - Emeric Fehér, maďarsko-francouzský fotograf († 22. dubna 1966)
  - Yves Giraud-Cabantous, francouzský pilot F1 († 30. března 1973)
- 14. září – Semjon Děnisovič Ignaťjev, sovětský ministr státní bezpečnosti († 27. listopadu 1983)
- 15. září – Umberto II., italský král († 18. března 1983)
- 17. září – Edgar G. Ulmer, americký filmový režisér († 30. září 1972)
- 26. září – Michael Avi-Jona, izraelský archeolog († 26. března 1974)
- 27. září – Edvard Kocbek, slovinský básník, politik a spisovatel († 3. listopadu 1981)
- 29. září
  - Nikolaj Ostrovskij, sovětský spisovatel († 22. prosince 1936)
  - Greer Garsonová, americká herečka († 6. dubna 1996)
- 30. září – Waldo Williams, velšský básník († 20. května 1971)
- 01. října – Otto Frisch, rakouský fyzik († 22. září 1979)
- 02. října
  - Graham Greene, britský romanopisec († 3. dubna 1991)
  - Lál Bahádur Šastrí, premiér Indie († 11. ledna 1966)
- 03. října – Charles J. Pedersen, americký chemik, Nobelova cena za chemii 1987 († 26. října 1989)
- 05. října – Fu Pao-š’, čínský malíř († 29. září 1965)
- 06. října
  - Isabel Alfonsa de Borbón, španělská princezna, vnučka Alfonse XII. († 18. července 1985)
  - Klement Salvátor Habsbursko-Altenburský, rakouský arcivévoda († 20. srpna 1974)
- 08. října – François Kollar, francouzský fotograf slovenského původu († 3. července 1979)
- 14. října – Christian Pineau, francouzský politik († 5. dubna 1995)
- 20. října
  - Tommy Douglas, premiér kanadské provincie Saskatchewan († 24. února 1986)
  - Sergej Ignaťjevič Ruděnko, generál sovětského letectva († 10. července 1990)
- 21. října – Basilea Schlinková, německá náboženská vůdkyně a spisovatelka († 21. března 2001)
- 25. října – Jakub Bauernfreund, slovenský malíř († 8. listopadu 1976)
- 04. listopadu
  - Jelizaveta Bykovová, sovětská šachistka († 8. března 1989)
  - Walter Ciszek, americký jezuita polského původu, oběť komunismu († 8. prosince 1984)
- 11. listopadu – Alger Hiss, americký diplomat, špión Sovětského svazu († 15. listopadu 1996)
- 12. listopadu – Henri-Irénée Marrou, francouzský historik († 11. dubna 1977)
- 21. listopadu
  - Coleman Hawkins, jazzový tenorsaxofonista († 19. května 1969)
  - Mary Bardová, americká spisovatelka († 29. listopadu 1970)
- 22. listopadu – Louis Eugène Félix Néel, francouzský fyzik, Nobelova cena za fyziku 1970 († 17. listopadu 2000)
- 23. listopadu – Carlos Torre Repetto, mexický mezinárodní velmistr v šachu († 19. března 1978)
- 25. listopadu – Lillian Copelandová, americká olympijská vítězka v hodu diskem († 7. července 1964)
- 28. listopadu – Nancy Mitford, anglická spisovatelka († 30. června 1973)
- 30. listopadu
  - Clyfford Still, americký malíř († 23. června 1980)
  - Gevheri Sultan, osmanská princezna a hudební skladatelka († 10. prosince 1980)
- 06. prosince – Alexandr Ivanovič Vveděnskij, ruský avantgardní básník a dramatik († 20. prosince 1941)
- 12. prosince – Ján Stanislav, slovenský jazykovědec († 29. července 1977)
- 14. prosince – Charles Fenno Jacobs, americký fotograf († 27. června 1974)
- 18. prosince – George Stevens, americký filmový režisér, producent, scenárista a kameraman († 8. března 1975)
- 20. prosince – Jevgenija Ginzburgová, ruská spisovatelka židovského původu († 25. května 1977)
- 26. prosince – Alejo Carpentier, kubánský romanopisec a muzikolog († 24. dubna 1980)
- 27. prosince – Laco Novomeský, slovenský básník, publicista a politik († 4. září 1976)
- 30. prosince
  - Dmitrij Kabalevskij, ruský hudební skladatel, klavírista, hudební teoretik a pedagog († 14. února 1987)
  - Edith Schultze-Westrum, německá herečka († 20. března 1981)
- 31. prosince – Charlie Gardiner, hokejový brankář skotského původu († 13. června 1934)
- ? – Ze'ev Ben Cvi, izraelský sochař († 16. května 1952)
- ? – Abdulláh Górán, kurdský básník žijící v Iráku († 18. listopadu 1962)
- ? – Maria Fedecka, polská sociální pracovnice a odbojářka († 21. prosince 1977)
- ? – Sa'adja Kobaši, vůdce jemenské židovské komunity v Izraeli († 1990)
- ? – Galina Saňková, sovětská novinářská fotografka († 1981)
- ? – Ivan Šagin, sovětský novinářský fotograf († 1982)
- ? – Mordechaj Šatner, izraelský politik († 16. dubna 1964)

## Úmrtí

### Česko
- 02. ledna

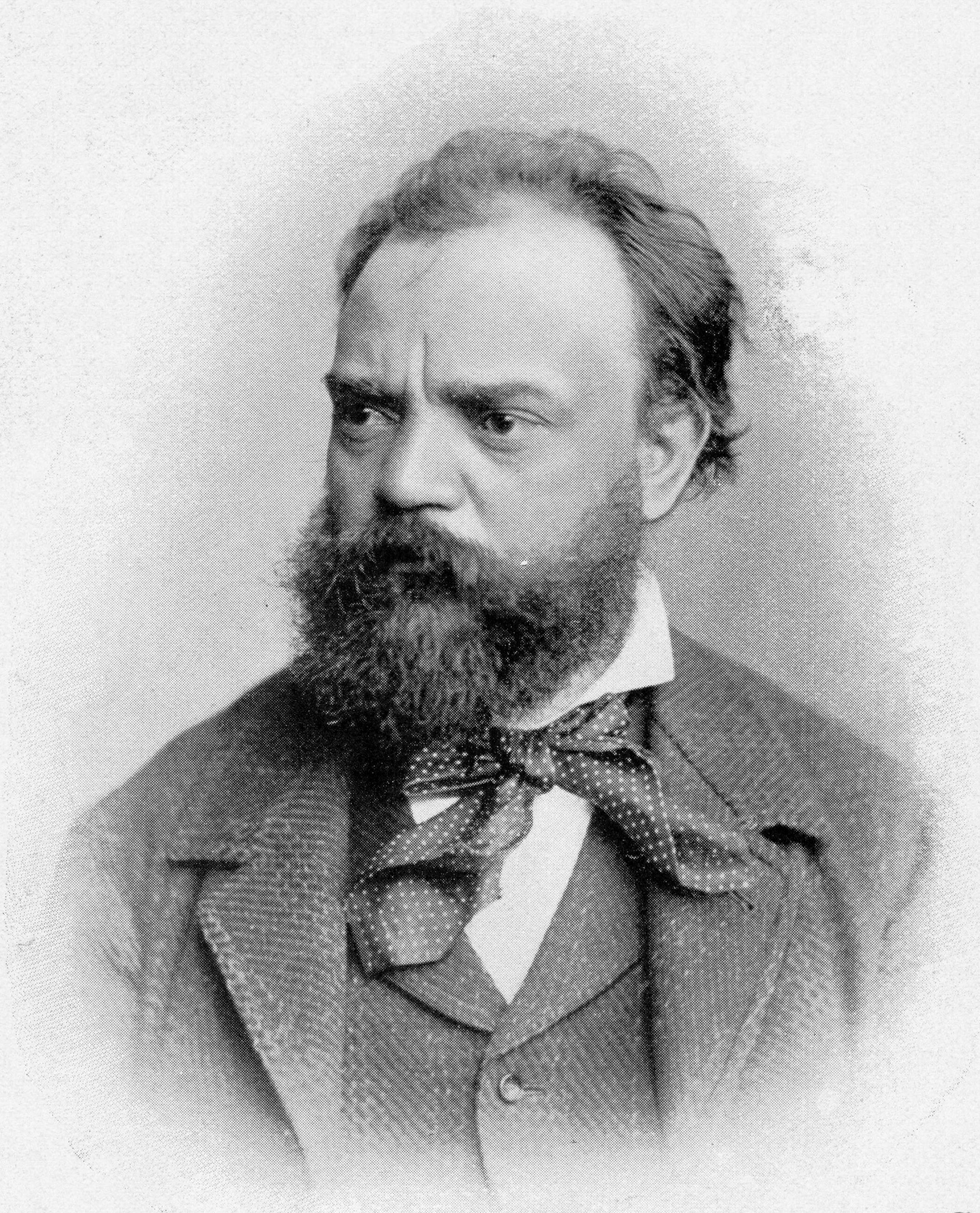
Antonín Dvořák († 1. května)

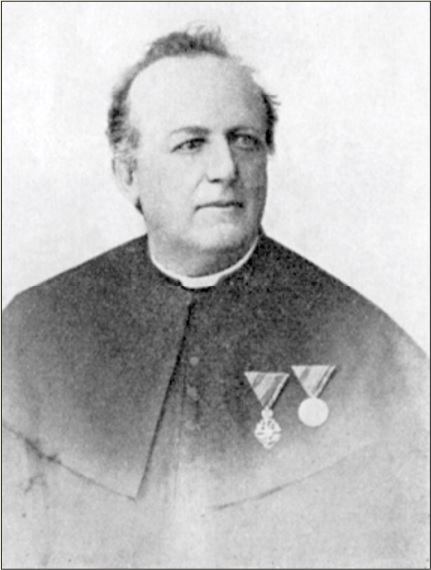
Antonín Vojáček († 13. října)

  - Bedřich Bernau, spisovatel (* 22. srpna 1849)
  - Ferdinand Bonaventura, 7. kníže Kinský, šlechtic (* 22. října 1834)
- 16. ledna – Václav František Bambas, filolog a překladatel (* 5. října 1822)
- 29. března – Karel III. ze Schwarzenbergu, politik a voják (* 8. července 1824)
- 04. dubna – Josef Grond, rakouský a český politik německé národnosti, starosta města Králíky (* 12. března 1817)
- 18. dubna – František Bíza, malíř (* 22. listopadu 1849)
- 21. dubna – Josef Seifert, generální vikář litoměřické diecéze (* 4. prosince 1822)
- 25. dubna – Johann Brantner, starosta Znojma (* 12. února 1827)
- 01. května – Antonín Dvořák, hudební skladatel (* 8. září 1841)
- 14. května – Hans Miksch, rakouský architekt českého původu (* 24. června 1846)
- 31. května – Heřman Janda, politik (* 21. srpna 1860)
- 14. června – Karel Šimanovský, divadelní herec a režisér (* 4. listopadu 1826)
- 15. června – Bedřich Peška, básník a spisovatel (* 25. října 1820)
- 03. července – Rudolf Thurn-Taxis, šlechtic, právník a mecenáš (* 25. listopadu 1833)
- 24. července – Marianna Pečírková, nakladatelka (* 23. listopadu 1838)
- 18. srpna – Johann Haase, starosta Znojma (* 12. února 1837)
- 01. září – Josef Srb-Debrnov, hudební historik a spisovatel (* 18. září 1836)
- 10. října – Ignác Axamit, profesor fyziky a matematiky (* 31. července 1819)
- 13. října – Antonín Vojáček, katolický děkan a příbramský měšťan (* 6. října 1833)
- 17. října – Ctibor Helcelet, politik (* 27. dubna 1844)
- 06. listopadu – Karl Schöppe starší, rakouský a český podnikatel a politik (* 14. března 1846)
- 13. listopadu – Gustav Ziegelheim, český montanista a kartograf německé národnosti, příbramský profesor a rektor (* 7. února 1839)
- 29. listopadu – Julius Roth, filolog, autor jazykových učebnic (* 25. června 1842)
- 09. prosince
  - Jaroslav Maixner, sochař a řezbář (* 3. dubna 1870)
  - Josef Uhlíř, středoškolský profesor a básník (* 2. září 1822)
- 10. prosince – František Skalík, kněz, básník, překladatel (* 22. ledna 1867)
- 25. prosince – František Ferdinand Šamberk, dramatik, herec a režisér (* 21. dubna 1838)
- 29. prosince – Josef Šimáček, vinař (* 18. ledna 1837)

### Svět
- 02. ledna – James Longstreet, americký konfederační generál (* 8. ledna 1821)

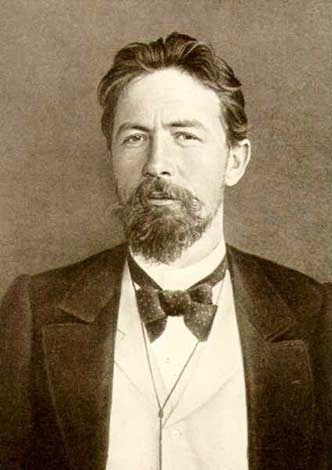
Anton Pavlovič Čechov († 15. července)

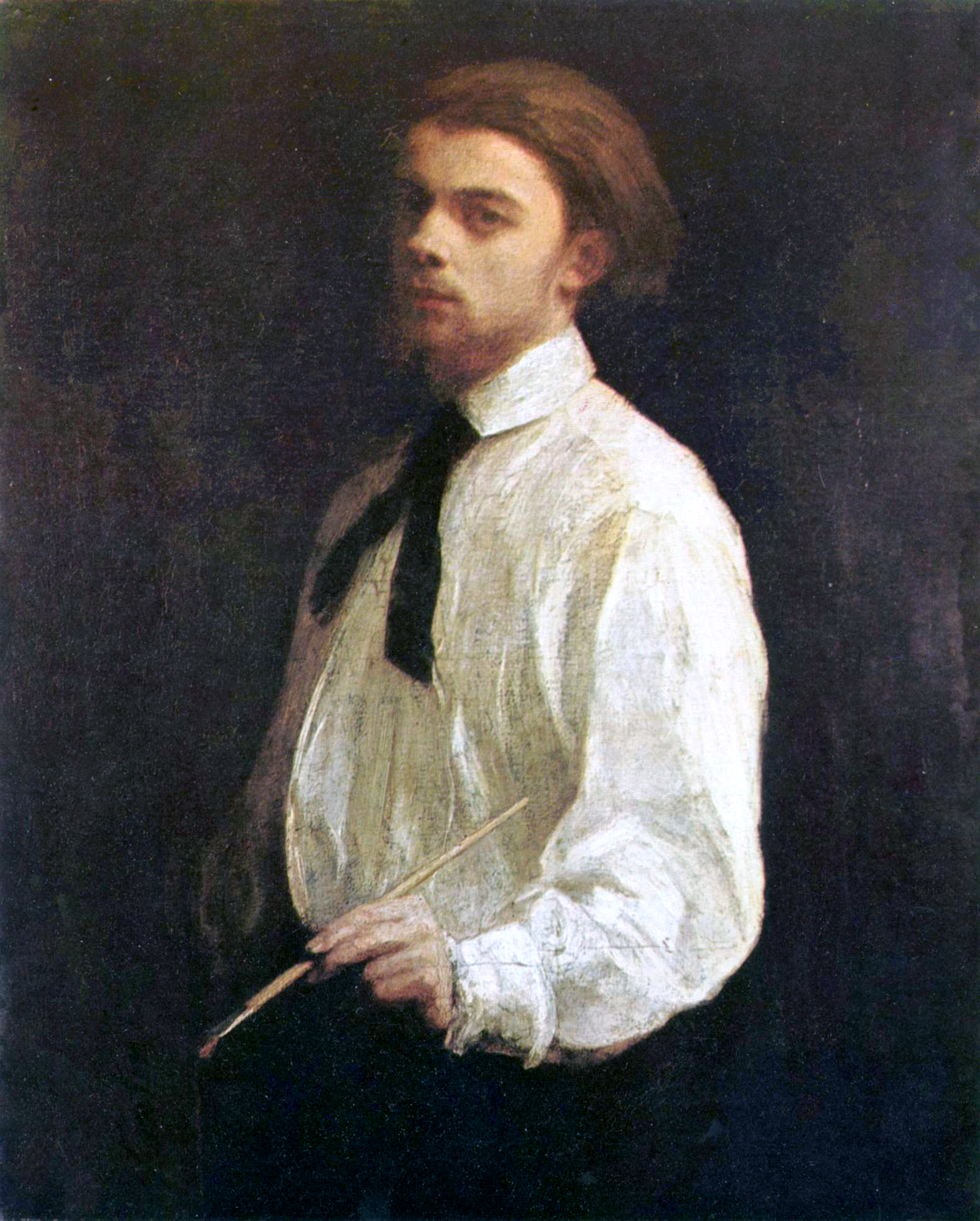
Henri Fantin-Latour († 25. srpna)

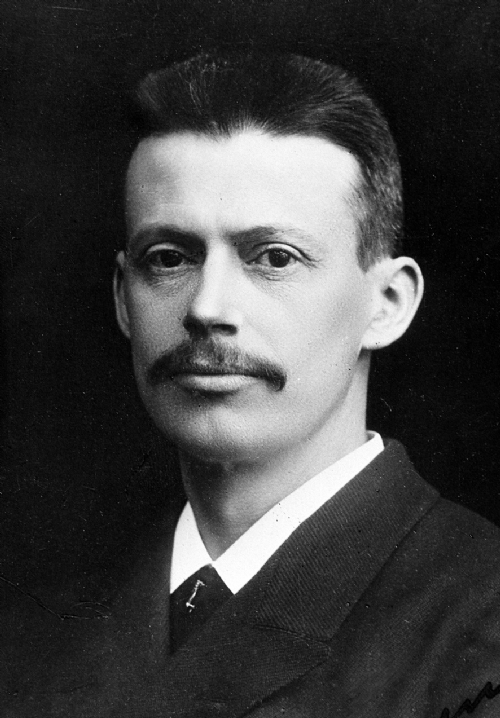
Niels Ryberg Finsen († 24. září)

- 10. ledna – Jean-Léon Gérôme, francouzský malíř a sochař (* 11. května 1824)
- 06. února – Julius von Horst, rakousko-uherský generál a předlitavský politik (* 12. dubna 1829)
- 07. února – Charles David Winter, alsaský fotograf (* 16. ledna 1821)
- 12. února – Antonio Labriola, italský marxistický filozof (* 2. července 1843)
- 28. února – Alfred Velghe, francouzský automobilový závodník (* 16. června 1870)
- 17. března – Jiří z Cambridge, britský maršál a vnuk krále Jiřího III. (* 26. března 1819)
- 06. dubna – Žofie Bádenská, princezna bádenská a kněžna z Lippe (* 7. srpna 1834)
- 09. dubna – Isabela II. Španělská, španělská královna (* 10. října 1830)
- 13. dubna
  - Stěpan Makarov, ruský viceadmirál, oceánograf, polární badatel a lodní konstruktér (* 8. ledna 1849)
  - Ernest Fournier de Flaix, francouzský ekonom (* 13. listopadu 1824)
  - Vasilij Vasiljevič Věreščagin, ruský malíř (* 26. října 1842)
- 18. dubna – Sumner Paine, olympijský vítěz ve sportovní střelbě (* 13. května 1868)
- 24. dubna – William Pittenger, hrdina americké občanské války (* 31. ledna 1840)
- 05. května – Mór Jókai, maďarský spisovatel (* 18. února 1825)
- 06. května – Franz von Lenbach, německý portrétista (* 13. prosince 1836)
- 08. května – Eadweard Muybridge, anglický fotograf a vynálezce (* 9. dubna 1830)
- 10. května – sir Henry Morton Stanley, cestovatel, proslul nalezením nezvěstného cestovatele Livingstonea (* 1841)
- 12. května – Gabriel Tarde, francouzský sociolog (* 12. března 1843)
- 13. května – Eugen Kumičić, chorvatský spisovatel a politik (* 11. ledna 1850)
- 19. května – Korla Awgust Kocor, lužickosrbský hudební skladatel (* 3. prosince 1822)
- 21. května – Étienne-Jules Marey, francouzský vědec, lékař a fotograf (* 5. března 1830)
- 22. května – Hikoma Ueno, japonský fotograf, (* 15. října 1838)
- 26. května – Georges Gilles de la Tourette, francouzský neurolog (* 30. října 1857)
- 30. května – Fridrich Vilém Meklenbursko-Střelický, meklenbursko-střelický velkovévoda (* 17. října 1819)
- 01. června – Adolf Peter Záturecký, slovenský pedagog, sběratel slovenské lidové slovesnosti (* 25. listopadu 1837)
- 03. června – Jovan Jovanović Zmaj, srbský spisovatel (* 24. listopadu 1833)
- 16. června – Eugen Schauman, finský nacionalista (* 10. května 1875)
- 17. června – Nikolaj Ivanovič Bobrikov, ruský generál, generální guvernér Finského velkoknížectví (* 27. ledna 1839)
- 22. června
  - Karl von Stremayr, předlitavský státní úředník a politik (* 30. října 1823)
  - Richard Boyle, 9. hrabě z Corku a Orrery, britský politik a šlechtic (* 19. dubna 1829)
- 24. června – Richard Knill Freeman, britský architekt (* 1840)
- 03. července – Theodor Herzl, rakousko-uherský novinář, sionista (* 2. května 1860)
- 06. července
  - Witold Zglenicki, polský geolog (* 6. ledna 1850)
  - Abaj Kunanbajuly, kazašský básník, filozof a hudební skladatel (* 10. srpna 1845)
- 14. července – Paul Kruger, búrský politik a prezident Transvaalu (* 10. října 1825)
- 15. července – Anton Pavlovič Čechov, ruský spisovatel (* 29. ledna 1860)
- 17. července
  - Wilhelm Marr, německý antisemitský a anarchistický novinář (* 16. listopadu 1819)
  - James McNeill Whistler, britský malíř (* 11. července 1834)
- 28. července – Vjačeslav von Pleve, ruský ministr vnitra (* 20. dubna 1846)
- 06. srpna – Eduard Hanslick, rakouský hudební kritik českého původu (* 11. září 1825)
- 09. srpna – Friedrich Ratzel, německý zoolog a geograf (* 30. srpna 1844)
- 12. srpna – William Renshaw, anglický tenista (* 3. ledna 1861)
- 25. srpna – Henri Fantin-Latour, francouzský malíř a litograf (* 14. ledna 1836)
- 29. srpna – Murad V., osmanský sultán (* 21. září 1840)
- 18. září – Herbert von Bismarck, německý politik (* 28. prosince 1849)
- 24. září – Niels Ryberg Finsen, dánský lékař, nositel Nobelovy ceny za fyziologii nebo lékařství (* 15. prosince 1860)
- 04. října – Frédéric Auguste Bartholdi, francouzský sochař, autor řady monumentálních soch, nejznámější je patrně Socha svobody v New Yorku (* 1834)
- 15. října – Jiří I. Saský, saský král (* 8. srpna 1832)
- 17. října – Mercedes Španělská, asturijská kněžna (* 11. září 1880)
- 24. října – Apolinary Jaworski, předlitavský politik (* 1825)
- 20. listopadu – Ivan Nikolajevič Gorožankin, ruský botanik (* 28. srpna 1848)
- 12. prosince – Emanuel Stěpanovič Šiffers, ruský šachista (* 4. května 1850)
- 04. prosince – Zdenko Schücker, rakouský politik (* 26. října 1842)
- 15. prosince – Mélanie Calvatová, vizionářka mariánského zjevení v La Salettě (* 7. listopadu 1831)
- 16. prosince – Juro Surowin, německý publicista, jazykovědec a humanista (* 15. ledna 1831)
- 20. prosince – Alexandrina Bádenská, sasko-kobursko-gothajská vévodkyně (* 6. prosince 1820)
- 25. prosince – Guido Bodländer, německý chemik (* 31. července 1855)
- 28. prosince – Max Mauthner, rakousko-uherský průmyslník a politik (* 22. července 1838)

## Hlavy států
- České království – František Josef I.
- Papež – Pius X.
- Království Velké Británie – Eduard VII.
- Francie – Émile Loubet
- Uherské království – František Josef I.
- Rakouské císařství – František Josef I.
- Rusko – Mikuláš II.
- Prusko – Vilém II. Pruský
- Dánsko – Kristián IX.
- Švédsko – Oskar II.
- Belgie – Leopold II. Belgický
- Nizozemsko – Vilemína
- Řecko – Jiří I. Řecký
- Španělsko – Alfons XIII. Španělský
- Portugalsko – Karel I. Portugalský
- Itálie – Viktor Emanuel III.
- Osmanská říše – Abdulhamid II.
- USA – Theodore Roosevelt
- Japonsko – Meidži
- Čínské císařství – Kuang-Sü, fakticky: Cch'-si